# بهشت یا لاس وگاس
بهشت یا لاس وگاس (به انگلیسی: Heaven or Las Vegas) ششمین آلبوم استودیویی از گروهٔ موسیقی آلترناتیو راک اسکاتلندی کوکتو تویینز می‌باشد که در ۱۷ سپتامبر سال ۱۹۹۰ از سوی ۴ای‌دی منتشر گردید. بهشت یا لاس وگاس پس از نوک تپهٔ زنگوله آبی که در سال ۱۹۹۸ منتشر شد دومین آلبوم از این گروه موسیقی می‌باشد که از سوی یک ناشر بزرگ منتشر شده‌است.